# Ben Patterson
Ben Patterson (Pittsburgh, 29 maggio 1934 – Wiesbaden, 25 giugno 2016) è stato un musicista e artista statunitense, tra i fondatori del movimento Fluxus.

## Biografia
Nasce a Pittsburgh il 29 maggio 1934. Dal 1956 al 1960, ha lavorato come musicista presso la Halifax Symphony Orchestra (1956-57), alla U.S.Army 7th Army Symphony Orchestra (1957-59) e alla Ottawa Philharmonic Orchestra (1959-60). Nel 1969 si è trasferito a Cologna, in Germania dove è diventato attivo sulla scena della musica contemporanea più radicale, concentrando la sua attività presso lo studio di Mary Bauermeister e nel "contro festival". Tra il 1960 e il 1962 ha suonato a Cologna, Parigi, Venezia, Vienna e in altri luoghi ancora, partecipando al primo Festival Fluxus di Wiesbaden (1962).
Rientrato a New York e conseguito il suo master, alla fine del 1965 decide di ritirarsi dall'attività artistica, per vivere una “vita normale”. Nonostante il “buen retiro” ha partecipato alla Biennale di San Paolo nel 1983, e i suoi lavori sono presenti nelle mostre della Silverman Collection in giro per gli Stati Uniti.
Dopo aver smesso l'attività artistica, ha continuato la sua carriera nell'amministrazione dell'arte. Ha lavorato come General Manager nella Symphony of the New World (1970-72), come Direttore Assistente del Department of Cultural Affairs for New York City (1972-74), come Direttore dello sviluppo per la Negro Ensemble Company (1982-84) e come Direttore Nazionale per la Pro Musica Foundation Inc. (1984-86).
Nel 1988 è uscito dal suo ritiro, con una mostra personale di nuovi assemblaggi e installazioni alla Emily Harvey Gallery a New York. Ha partecipato ai vari Festival Fluxus, e alle mostre collettive del gruppo.
Nel 2012 ha partecipato alla rivista d'arte BAU Contenitore di Cultura Contemporanea.
Queste le mostre più recenti a cui ha partecipato: Pianofortissimo (Milano e Genova), Ubi Fluxus ibi Motus (Biennale di Venezia, 1990), Fluxus (Museion di Bolzano, Cortona, Volpaia, Bassano del Grappa), The Fluxus Constellation (Museo d’Arte Contemporanea di Villa Croce, Genova), Wiesbaden Festival 2002, 4TFLUXUS (Parigi), L'Avventura Fluxus (Museo dell’Assurdo - Castelvetro di Modena).